# 坂野茂
坂野 茂（さかの しげる、1971年7月30日 - ）は、日本の男性声優。東京都調布市出身。

## 略歴
東京都立府中東高等学校、ラグビー部。また、軽音楽部所属THE GALE（ハードロックバンド）にてボーカルとして活動。ミューズ音楽院卒業。
以前はプロセンスタジオ、活劇チームロックニュー、劇団21世紀FOX、イエローテイル、アズリードカンパニーに所属していた。

## 出演

### テレビアニメ
- 爆れつハンター（1995年、からくり兵）
- ネクスト戦記EHRGEIZ（1997年、オペレーター、同盟軍MVパイロット、テラ隊員）
- みすて♡ないでデイジー（1997年、軍人、コンピューター、兵士）
- 名探偵コナン（1997年、清水洋一）
- 陸奥圓明流外伝 修羅の刻（2004年、千葉重太郎、柳生茂左衛門利方）
- PROJECT ARMS（2007年、パイロット、学生、ストリートギャング） - 2シリーズ

### OVA
- 元祖爆れつハンター（1996年、ゾンビ）
- ジャングルDEいこう!（1997年、青年、米兵 他）
- KEY THE METAL IDOL（1997年、ファンクラブ幹部）
- 鉄拳 -TEKKEN-（1998年、警備員）

### ゲーム
- GUILTY GEAR XX（2002年、クリフ・アンダーソン、レイヴン）
- 鏡の中のオルゴール ひとつめの物語 THMBELINA（2003年、王子、蛙の息子）
- BLAZBLUE（2008年、バングの手下）

### ドラマCD
- 久遠の絆（陰陽師たち）
- GUILTY GEAR XX（警備部本部長）
- ジャングルDEいこう!（青年 他）
- 魔法使いTai!（学生）

### 吹き替え
- ファースト・ウェイブ 〜最終予言1999〜
- みにくいアヒルの子（北西風）
- ミレニアム・シリーズ

### 舞台
- ここより永遠（とわ）に最後の闘い